# (1188) Gothlandia
(1188) Gothlandia ist ein Asteroid des Hauptgürtels, der am 30. September 1930 vom katalanischen Astronomen José Comas Solá in Barcelona entdeckt wurde.
Der Name des Asteroiden stellt den altertümlichen Namen der Region Katalonien dar.